# Van Gogh Museum

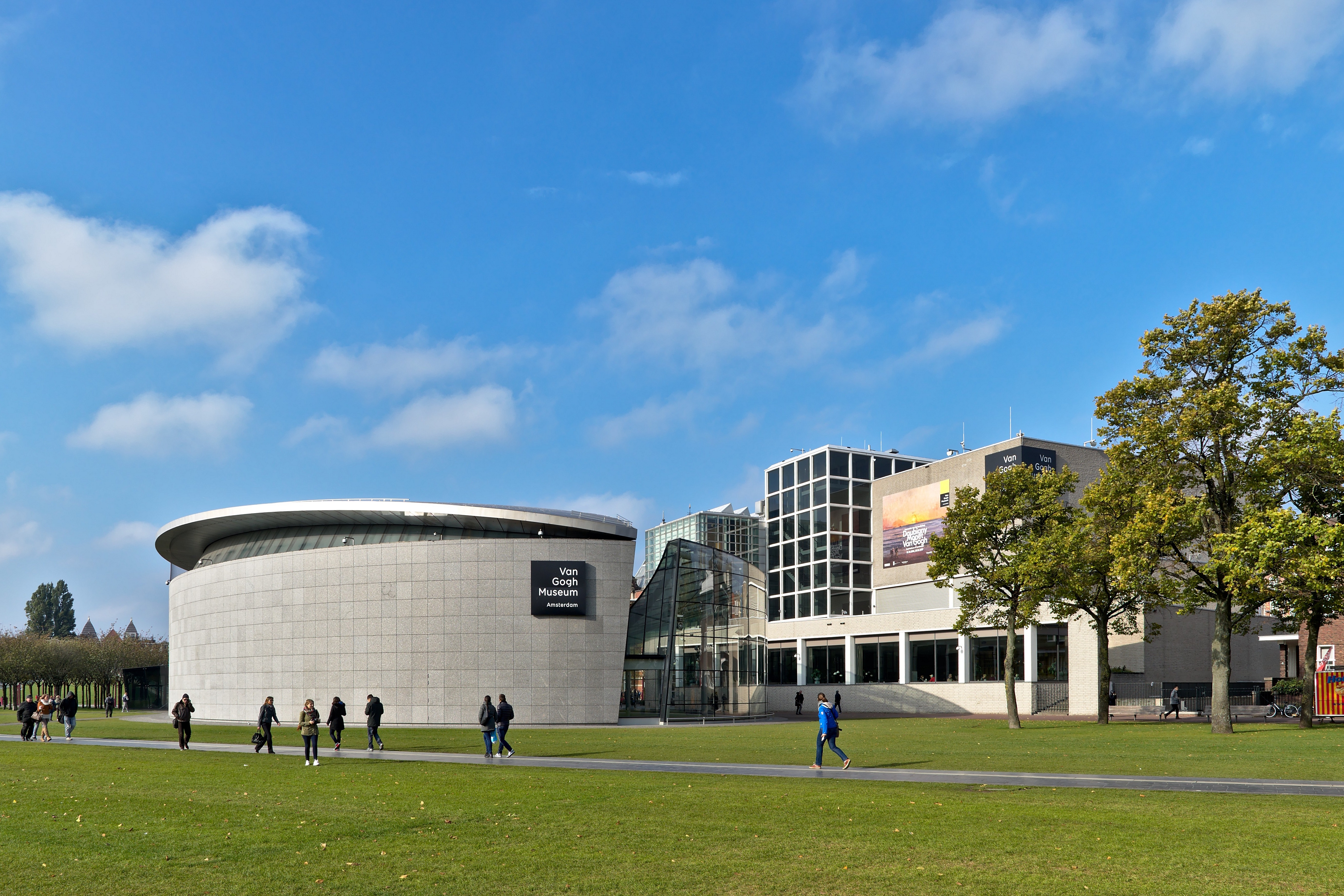
De nieuwe vleugel van het museum uit 1999, met rechts het hoofdgebouw uit 1973, gezien vanaf het Museumplein

Het Van Gogh Museum is een aan de Nederlandse kunstschilder Vincent van Gogh gewijd museum, aan de Paulus Potterstraat en het Museumplein in Amsterdam, in het stadsdeel Zuid. De verzameling bevat ruim tweehonderd schilderijen, vijfhonderd tekeningen en zevenhonderd brieven van Vincent van Gogh, alsmede diens verzameling Japanse prenten, en de bibliotheek omvat meer dan 23.000 titels.

## Geschiedenis
Van Vincent van Gogh werden bij leven slechts twee schilderijen verkocht. Bij zijn dood in 1890 liet Vincent zijn complete werk na aan zijn jongere broer, Theo van Gogh. Bij Theo's dood ging de verzameling over in handen van diens weduwe, Jo van Gogh-Bonger. Zij verkocht een aantal werken, maar hield een collectie bijeen die representatief was voor Van Goghs oeuvre. Een bod van Anton Kröller op de hele verzameling wees ze van de hand.
Na haar overlijden in 1925 kwamen de kunstwerken in bezit van haar zoon Vincent Willem van Gogh. In 1960 richtte deze de Vincent van Gogh Stichting op. Naast hemzelf en zijn echtgenote hadden ook zijn drie nog levende kinderen zitting in de stichting, evenals een vertegenwoordiger van de Nederlandse regering.
Op 21 juli 1962 werd een overeenkomst ondertekend tussen de Staat der Nederlanden en de Vincent van Gogh Stichting. De familie Van Gogh droeg voor vijftien miljoen gulden de gehele verzameling, bestaande uit tweehonderd schilderijen van Vincent van Gogh en Paul Gauguin, vierhonderd tekeningen, en alle brieven van Vincent over aan de staat. De belangrijkste voorwaarde was dat de gehele collectie in een aan Van Gogh gewijd museum zou worden ondergebracht. Hiermee werd de grondslag gelegd voor het Van Gogh Museum. Het museum opende in 1973 zijn deuren met Emile Meijer als eerste directeur. Destijds was het een rijksmuseum, tegenwoordig is het museum een zelfstandige stichting en maken de kunstwerken - op grond van de overeenkomst tussen de staat en de stichting - deel uit van de rijkscollectie.
Met ingang van 1 februari 2020 is Emilie Gordenker directeur van het museum als opvolger van Axel Rüger. Gordenker, voorheen directeur van het Mauritshuis in Den Haag, is de eerste vrouwelijke directeur van het Van Gogh Museum.

## Collectie

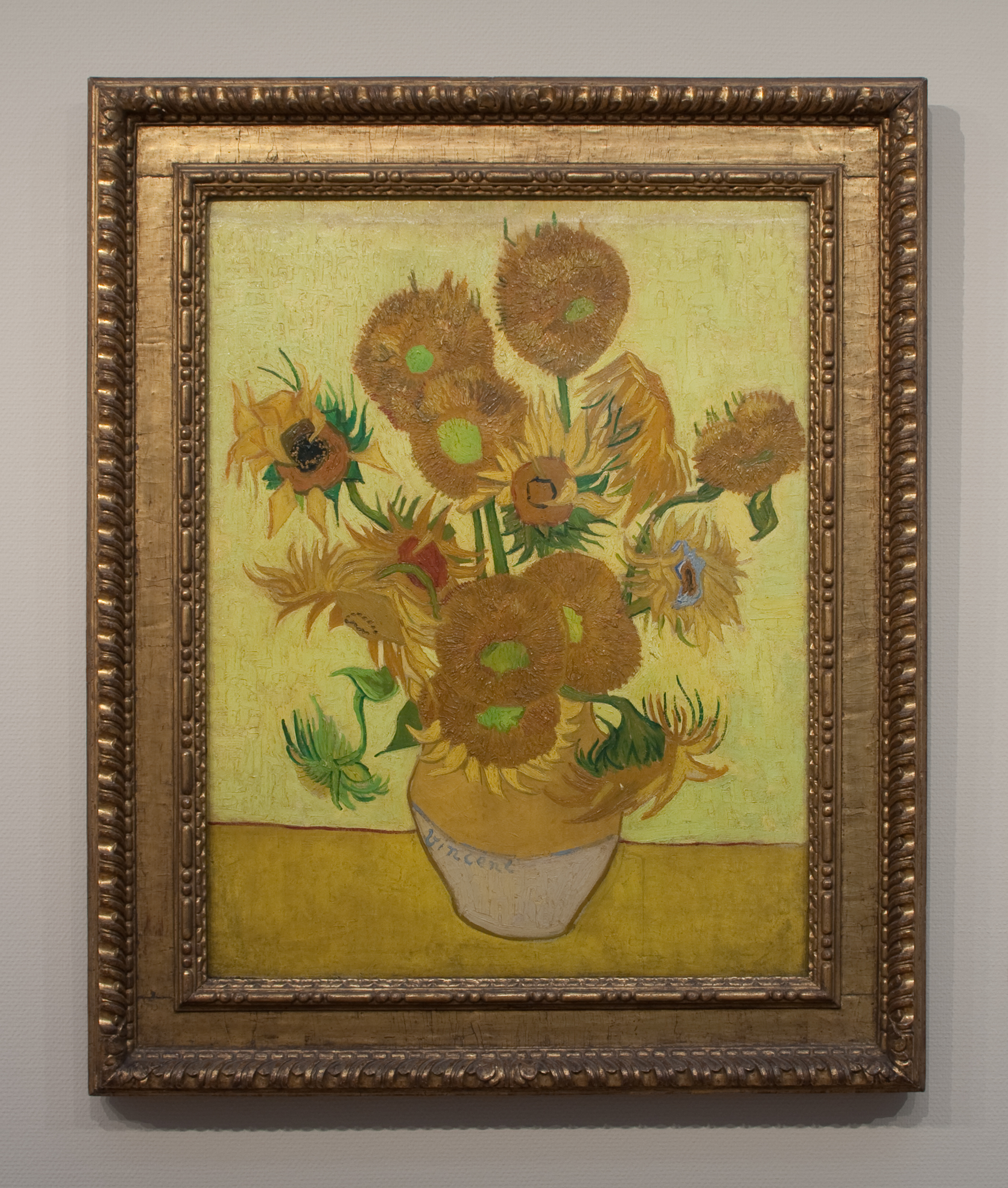
Zonnebloemen (1889), een van de beroemde zonnebloemschilderijen van Vincent van Gogh

Het hart van de collectie vormen de schilderijen van Van Gogh, de grootste collectie van zijn schilderijen ter wereld. Bekende werken van Van Gogh, zoals De aardappeleters, Het gele huis, Zonnebloemen en De slaapkamer zijn hier te vinden.
Het grootste deel van de schilderijen in het museum komt uit de periodes:
- 1880 - 1885 in Nederland
- 1886 - 1888 in Parijs
- 1888 - 1889 in Arles
- 1889 - 1890 in Saint-Rémy-de-Provence
- 1890 in Auvers-sur-Oise

### Brieven
Vincent van Gogh schreef veel brieven, vooral aan zijn broer Theo van Gogh.
De meeste worden bewaard in het museum.

### Andere kunstschilders
Van Goghs invloed op het expressionisme, het fauvisme en de vroege abstractie was enorm en kan worden gezien in vele andere aspecten van de twintigste-eeuwse kunst. Daarom heeft het museum naast werken van Van Gogh ook werk van andere kunstschilders die door hem zijn beïnvloed of met hem hebben samengewerkt. Het museum heeft werken van onder meer:
- Paul Gauguin
- Jozef Israëls
- Claude Monet
- Camille Pissarro
- Georges Seurat
- Paul Signac
- Henri de Toulouse-Lautrec
- Matthew Wong

Sinds 1991 valt De Mesdag Collectie in Den Haag onder de verantwoordelijkheid van het Van Gogh Museum.

### Diefstal
Op 7 december 2002 werden twee schilderijen van Van Gogh uit het museum gestolen. Het ging om Het uitgaan van de Hervormde Kerk te Nuenen uit 1884 en Zeegezicht bij Scheveningen uit 1882. Twee dieven, Octave "Oky/Okkie" Durham en Henk B., pleegden de inbraak. De dieven waren via een ladder het dak van het museum opgeklommen en kwamen het museum in door een ruit in te tikken. In december 2003 werden de daders veroordeeld, maar pas in 2016 werden de doeken in Italië teruggevonden. Ze bleken in het bezit te zijn van de Napolitaanse maffia en waren verstopt in een huis bij Pompeï. Vanaf 22 maart 2017 zijn de twee werken weer te zien in het museum.

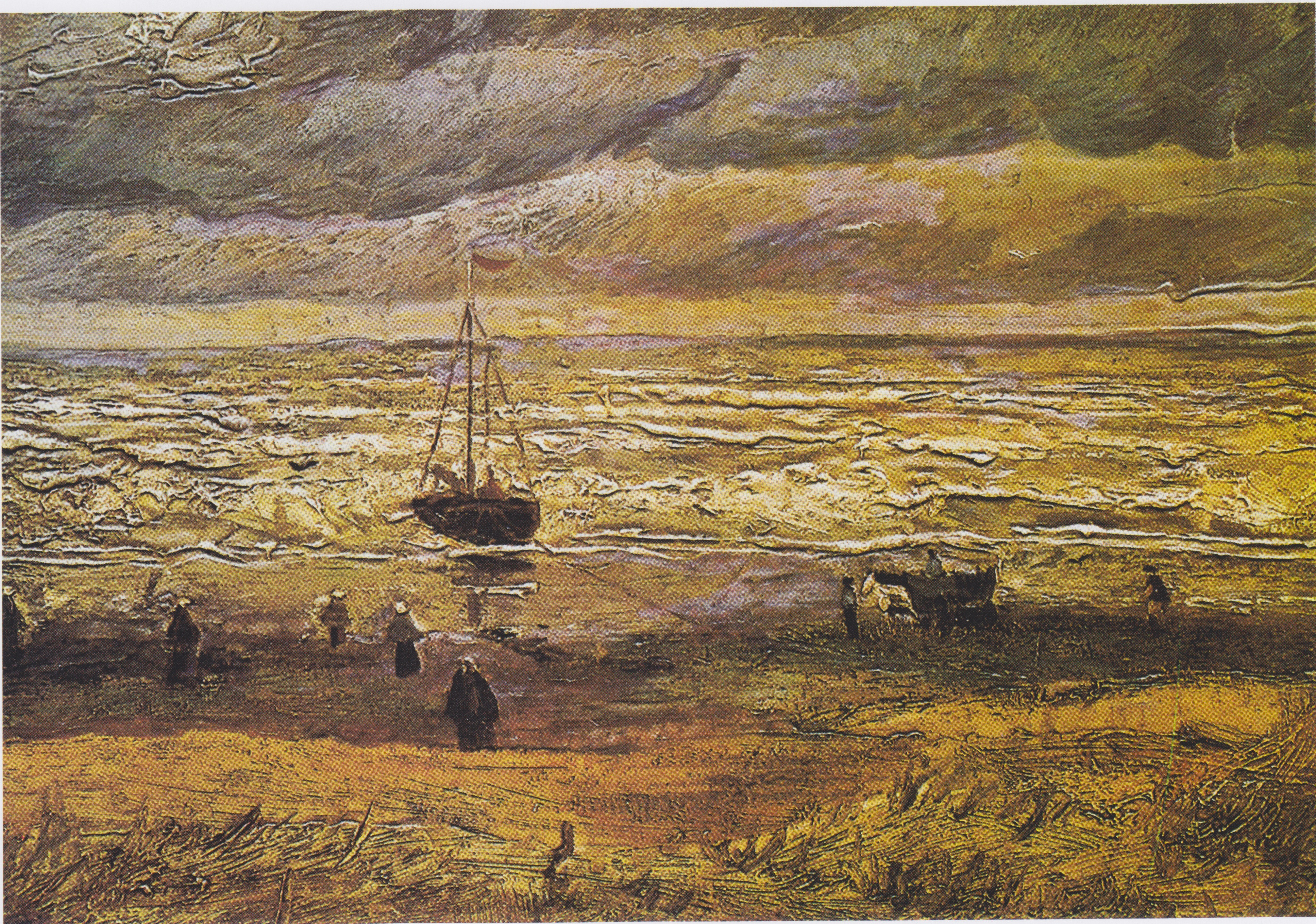
Zeegezicht bij Scheveningen, 1882
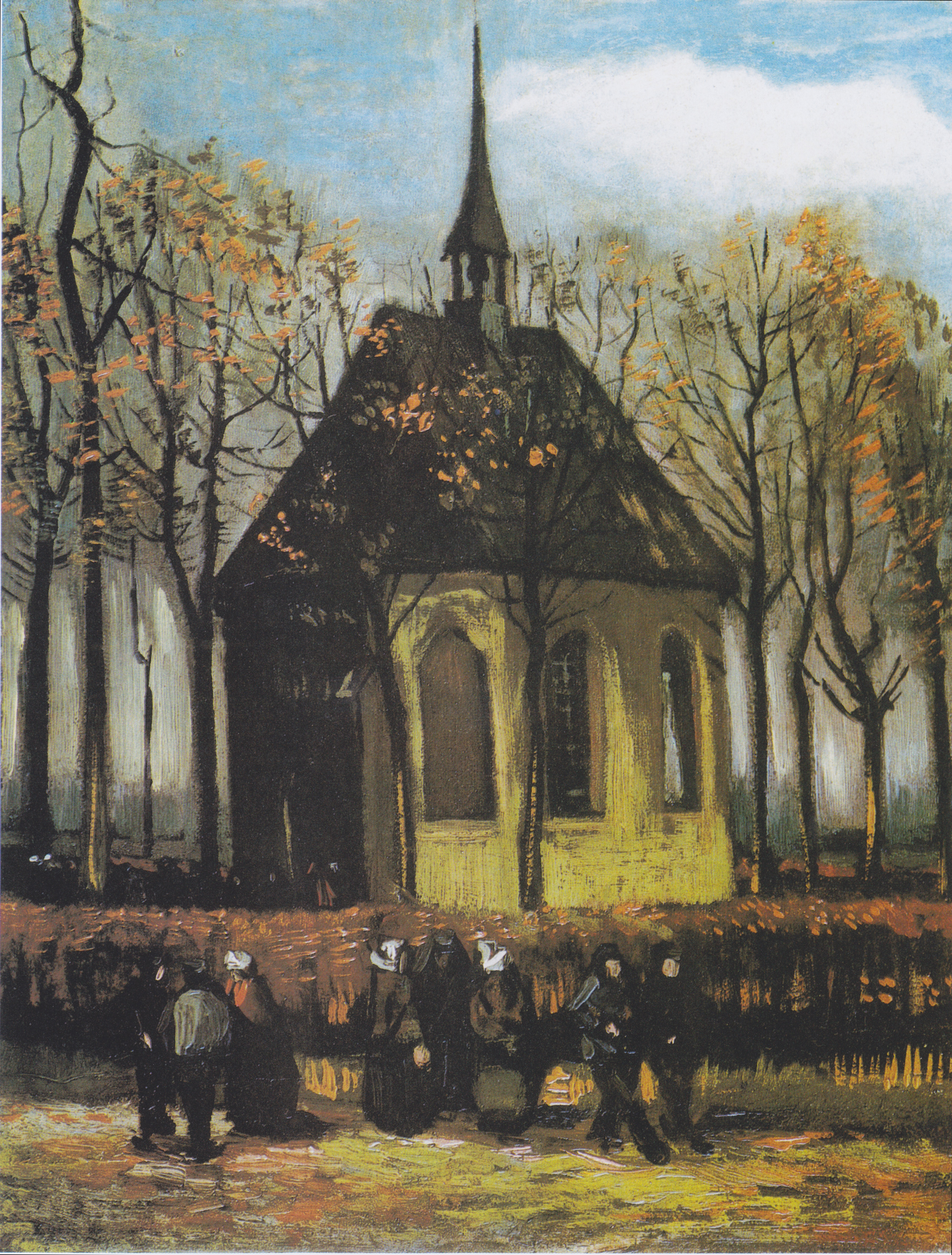
Het uitgaan van de Hervormde Kerk te Nuenen, 1884

## Het gebouw
Het Van Gogh Museum bestaat uit twee gebouwen: het hoofdgebouw dat in 1973 werd geopend, en de nieuwe vleugel die in 1999 werd geopend.

### Hoofdgebouw
Het hoofdgebouw werd in 1963-1964 in opdracht van de Staat der Nederlanden (Rijksgebouwendienst) ontworpen door de Nederlandse architect Gerrit Rietveld. Eerder was men in gesprek met architect Marius Duintjer, maar om onbekende redenen werd deze samenwerking beëindigd. Na Rietvelds dood in 1964 werd diens schetsontwerp uitgewerkt door zijn compagnons Joan van Dillen en J. van Tricht. Daarbij werd nadrukkelijk afgeweken van Rietvelds plannen voor de gevels, die afwisselend uit geglazuurde baksteen en uit staalplaten met een holle vorm bekleed hadden moeten worden. Rietvelds opvolgers kozen voor een overal aangebrachte imitatiebreuksteen van beton, die al snel grote technische problemen in het interieur zou gaan opleveren. Met de bouw werd in 1969 begonnen. De opening vond plaats op 2 juni 1973; de bibliotheek was overigens al in 1969 opengegaan. Het gebouw uit betonsteen en glas bestaat uit een aantal ruimtes rond een centrale vide, ontworpen op een grid van vijf meter. Zowel de permanente collectie als de tijdelijke tentoonstellingen werden hier ondergebracht. In de loop der jaren werden in het gebouw tal van wijzigingen aangebracht.
Terwijl de nieuwe vleugel werd gebouwd, werd het hoofdgebouw in 1998-1999 verbouwd, naar een ontwerp van Martien van Goor. Hij bracht de indeling van het hoofdgebouw meer in overeenstemming met het oorspronkelijke ontwerp, en verplaatste de kantoren naar een glazen aanbouw. Sinds de opening van de nieuwe vleugel wordt het hoofdgebouw alleen gebruikt voor de permanente tentoonstelling.

### Nieuwe vleugel
De nieuwe vleugel is ontworpen door Kisho Kurokawa. Het gebouw is speciaal bedoeld voor tijdelijke tentoonstellingen en werd gefinancierd door een gift van The Japan Foundation van de verzekeringsmaatschappij Yasuda in Tokio. Het is een met natuursteen en titanium bekleed, ellipsvormig gebouw, uitgevoerd in beton, dat half in de grond van het Museumplein verzonken is. Via een ondergrondse doorgang, die sinds 2015 ook als hoofdingang dient, is de nieuwe vleugel met het hoofdgebouw verbonden. De openingstentoonstelling was gewijd aan Vincents broer Theo van Gogh.

### Verbouwing
Eind september 2012 sloot het museum voor de duur van een zeven maanden. In verband met nieuwe brandveiligheidseisen vond een verbouwing plaats, waarbij onder andere vluchtroutes voor het publiek werden aangelegd en het gebouw werd gerenoveerd. De 75 belangrijkste werken waren in die periode (tot eind april 2013) te zien in museum De Hermitage in Amsterdam, waar de tentoonstelling van de schilderijen van Van Gogh werd gecombineerd met een tentoonstelling van Franse impressionisten, een collectie uit De Hermitage in Sint-Petersburg. De verbouwing werd aangekondigd op 24 juni 2011, terwijl de andere musea aan het Museumplein, het Rijksmuseum en het Stedelijk Museum, langdurig gesloten waren wegens verbouwing. De heropening was op 1 mei 2013. In 2011 was het Van Gogh Museum het best bezochte museum van Nederland met gedurende dat jaar 1,5 miljoen bezoekers.

## Noemenswaardige tentoonstellingen
- Op 14 augustus 1975 werd ter gelegenheid van het 75-jarig bestaan van het GVB in een van de vleugels de expositie Halte 75 geopend, die tot september doorliep.
- Tussen 9 februari en 2 juni 2002 was er een tentoonstelling gewijd aan de belangrijke relatie tussen Van Gogh en Paul Gauguin. De tentoonstelling was onder meer bijzonder omdat er voor de eerste keer de drie versies van zijn Vaas met vijftien zonnebloemen naast elkaar waren te zien: de versie uit de National Gallery, die van het Van Gogh zelf, en de versie die in 1987 door het Japanse bedrijf Yasuda voor een recordbedrag van 25 miljoen pond werd aangekocht. Over dit laatste werk is altijd enige commotie blijven bestaan omdat er wellicht sprake zou zijn van een vervalsing, bijvoorbeeld door de Franse schilder Émile Schuffenecker (1851-1934).
- In 2006 was er een grote tentoonstelling gewijd aan de schilderijen van Rembrandt van Rijn en de Italiaanse kunstschilder Caravaggio. Vele topstukken uit het buitenland, waaronder De Emmaüsgangers (National Gallery, Londen), Amor Vincit Omnia (Gemäldegalerie, Berlijn) en Het offer van Isaac (Uffizi, Florence) kwamen hiervoor naar Nederland. De tentoonstelling was een groot succes, ondanks de vrij hoge toegangsprijs (20 euro zonder korting). Deze tentoonstelling werd samen georganiseerd met het Rijksmuseum.
- Van 24 november 2006 tot en met 4 maart 2007 was er een tentoonstelling getiteld Vincent van Gogh en het Expressionisme. Hier werden 20 werken van Van Gogh en 40 expressionistische werken tentoongesteld. Getoond werd de invloed die Van Gogh had op de Duitse en Oostenrijkse expressionisten.
- Van 21 september 2007 tot en met 20 januari 2008 was er de tentoonstelling Barcelona 1900.
- Van 14 november 2008 tot en met 13 februari 2009, Stedelijk Museum te gast: Fauvisten en expressionisten.
- Van 16 mei 2008 tot en met 4 januari 2009 de tentoonstelling Vincent van Gogh en het Franse stilleven.
- Van 13 februari tot en met 7 juni 2009 de tentoonstelling Van Gogh en de kleuren van de nacht.
- Van 9 oktober 2009 tot en met 3 januari 2010 de tentoonstelling Van Goghs brieven. De kunstenaar aan het woord. Er zijn 120 originele brieven te zien. Ook is er een nieuwe editie van de brieven van Vincent van Gogh uitgeven in zes boekdelen met 819 brieven die door Vincent van Gogh zijn geschreven en 83 brieven die aan hem zijn gericht. Door het Van Gogh Museum en het Huygens Instituut is 15 jaar onderzoek naar de brieven gedaan.[4]
- Van 19 februari tot en met 6 juni 2010 de tentoonstelling Paul Gauguin. De doorbraak naar moderniteit.
- Van 1 mei 2013 tot en met 12 januari 2014 de tentoonstelling Van Gogh aan het werk, jubileumtentoonstelling om het afsluiten van acht jaar onderzoek naar Van Goghs werkwijze te vieren.

## Bekende werken in het Van Gogh Museum

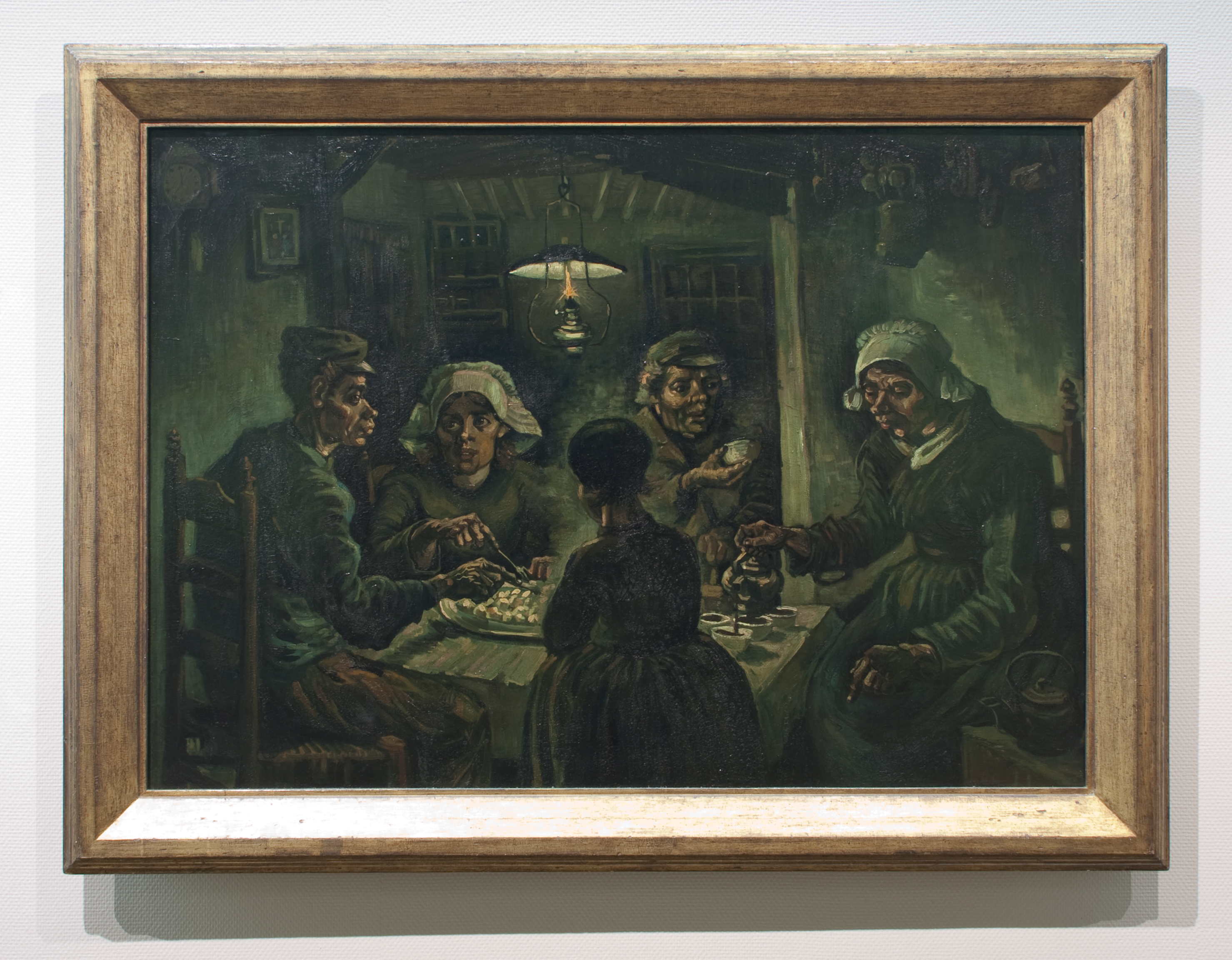
De aardappeleters (1885)
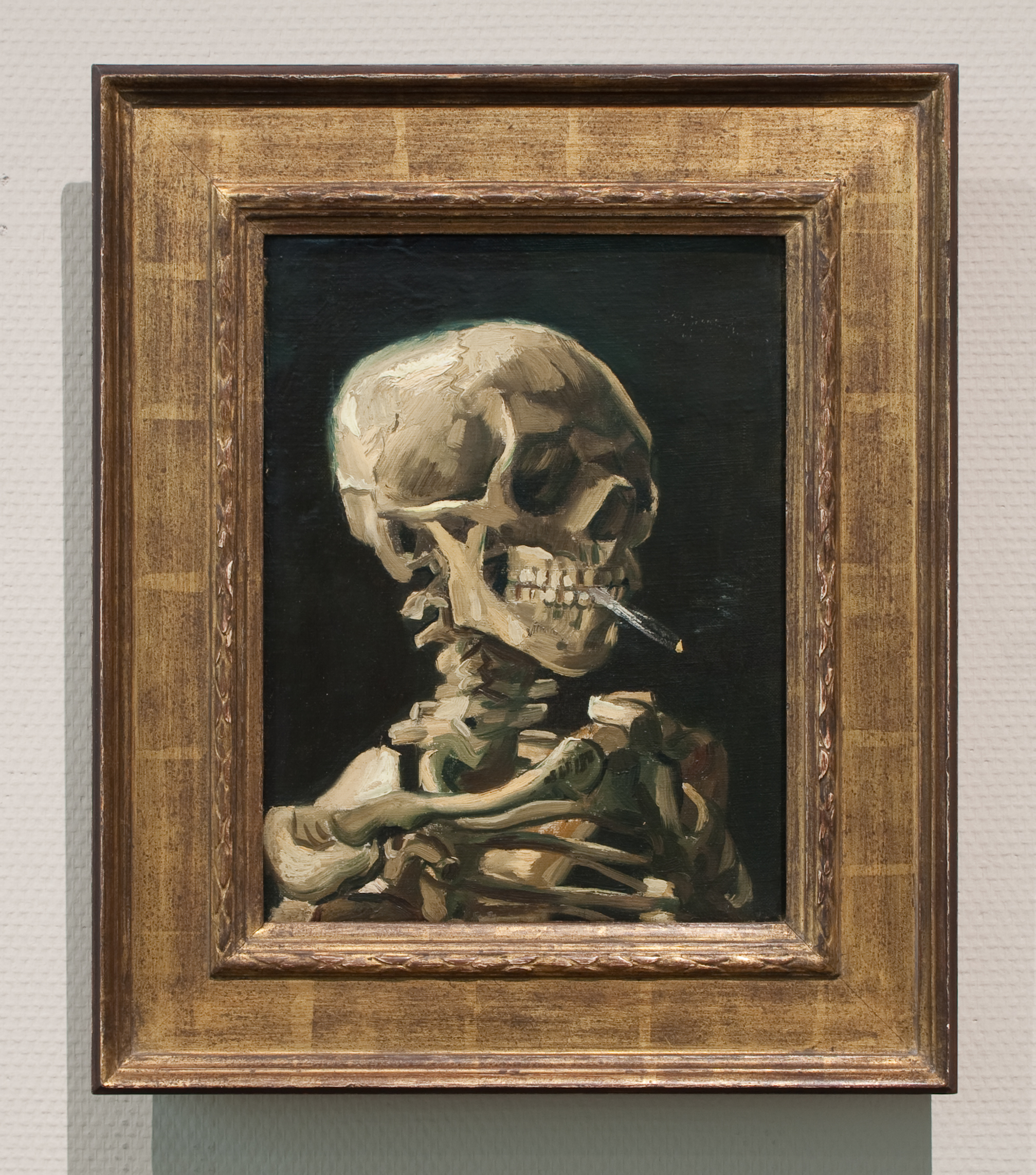
Kop van een skelet met brandende sigaret (1886)
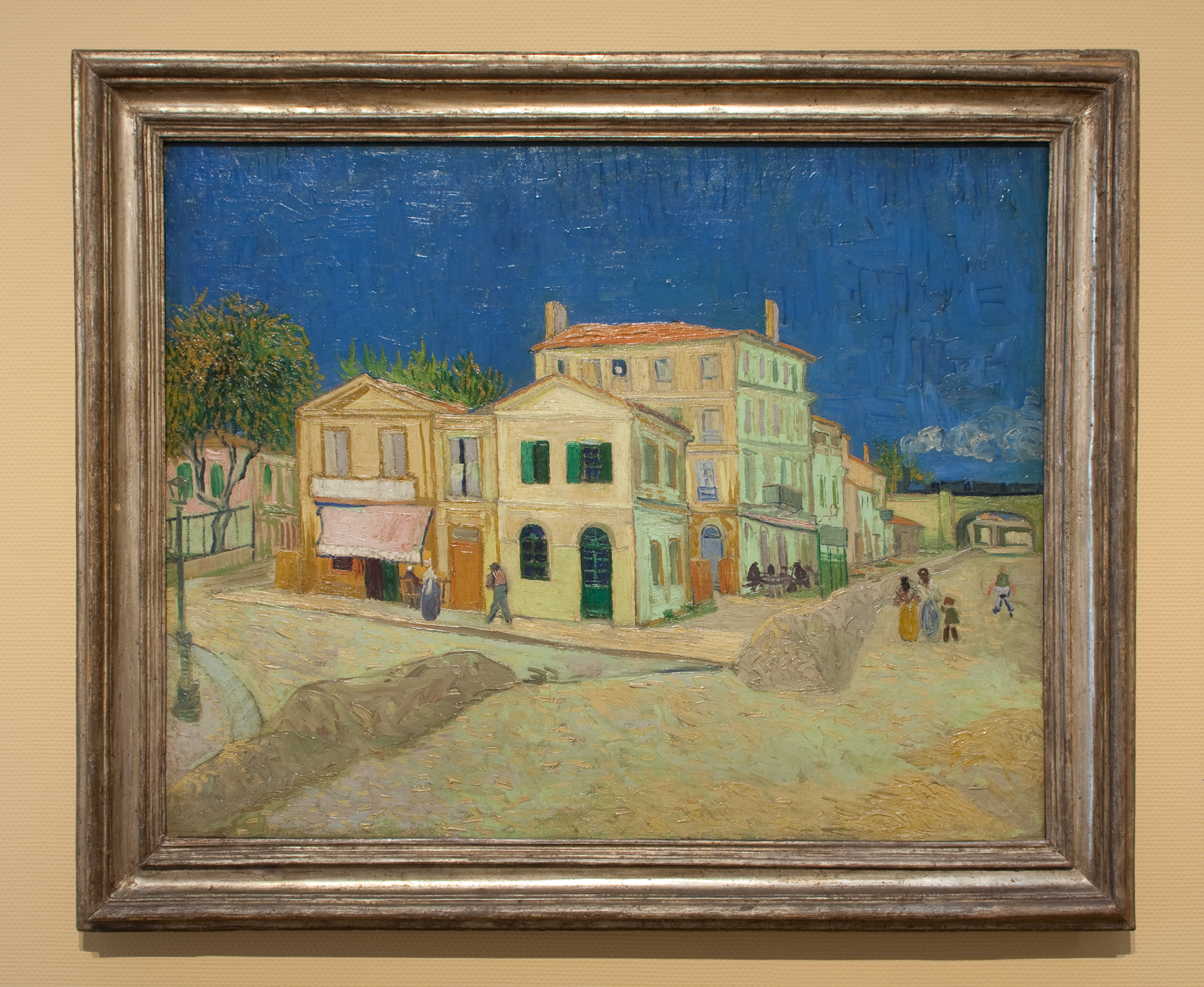
Het gele huis (1888)
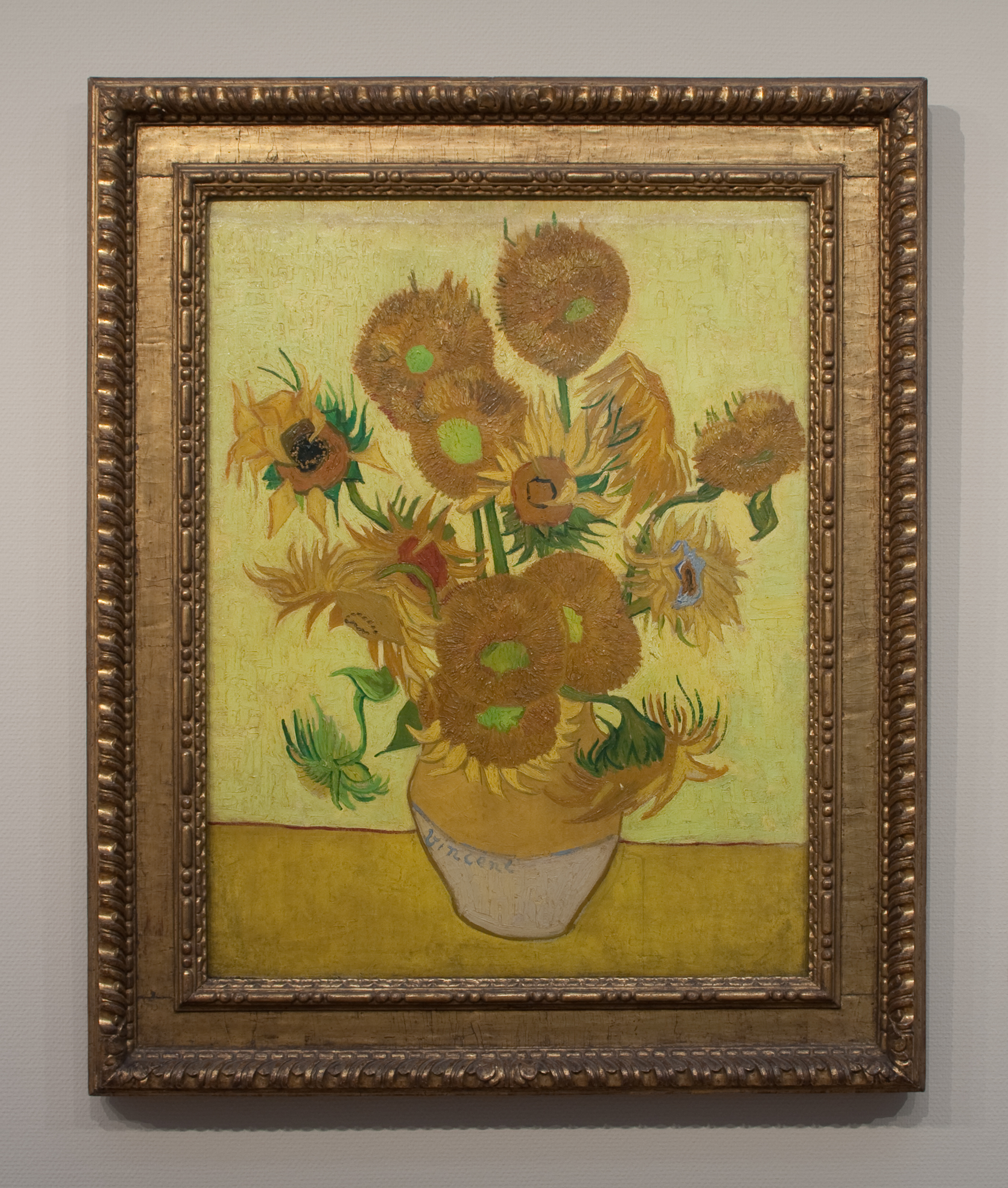
Zonnebloemen (1889)
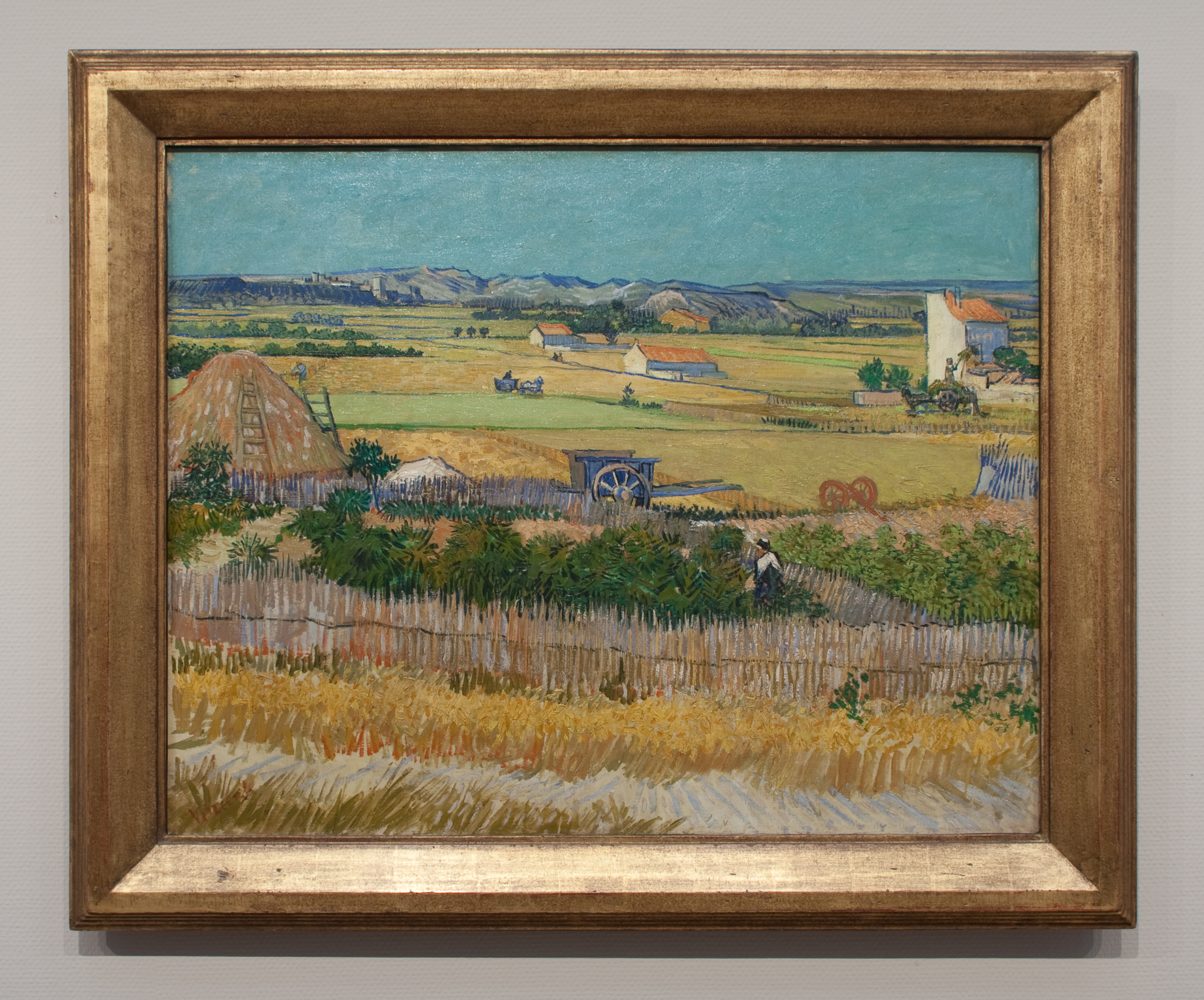
Oogstlandschap (juni 1888)
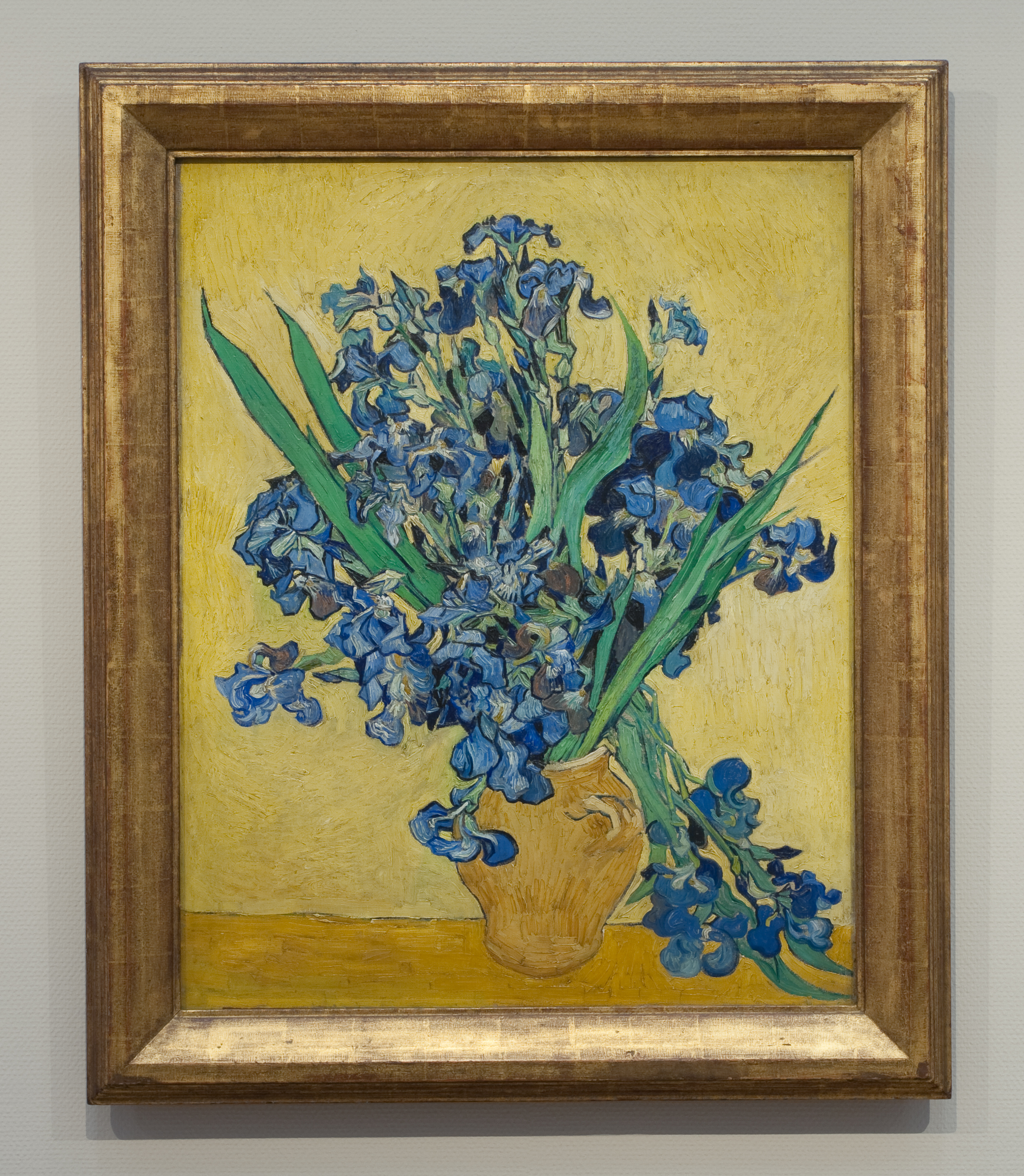
Vaas met paarse irissen tegen gele achtergrond (mei 1890)
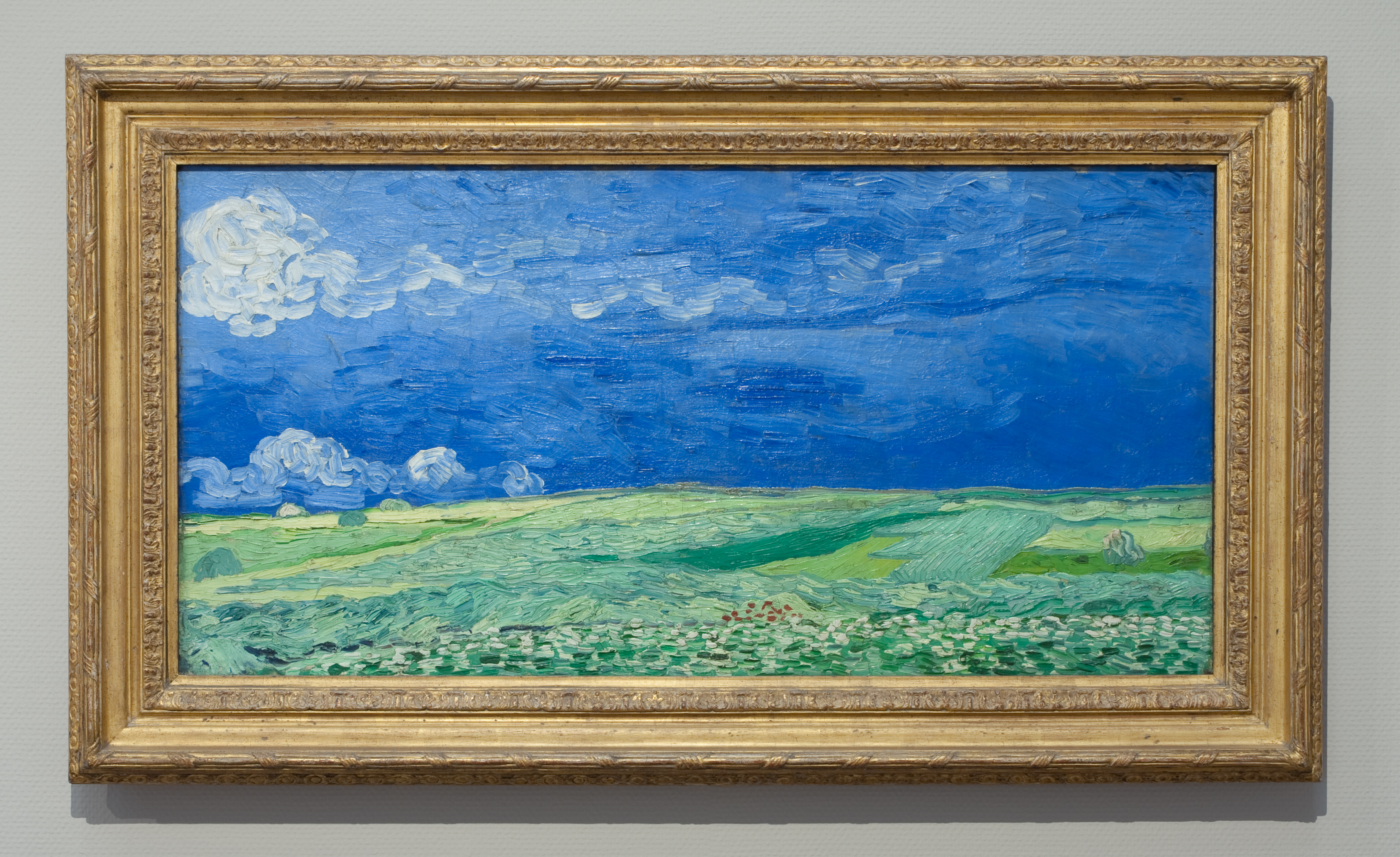
Korenvelden onder wolkenluchten (juli 1890)
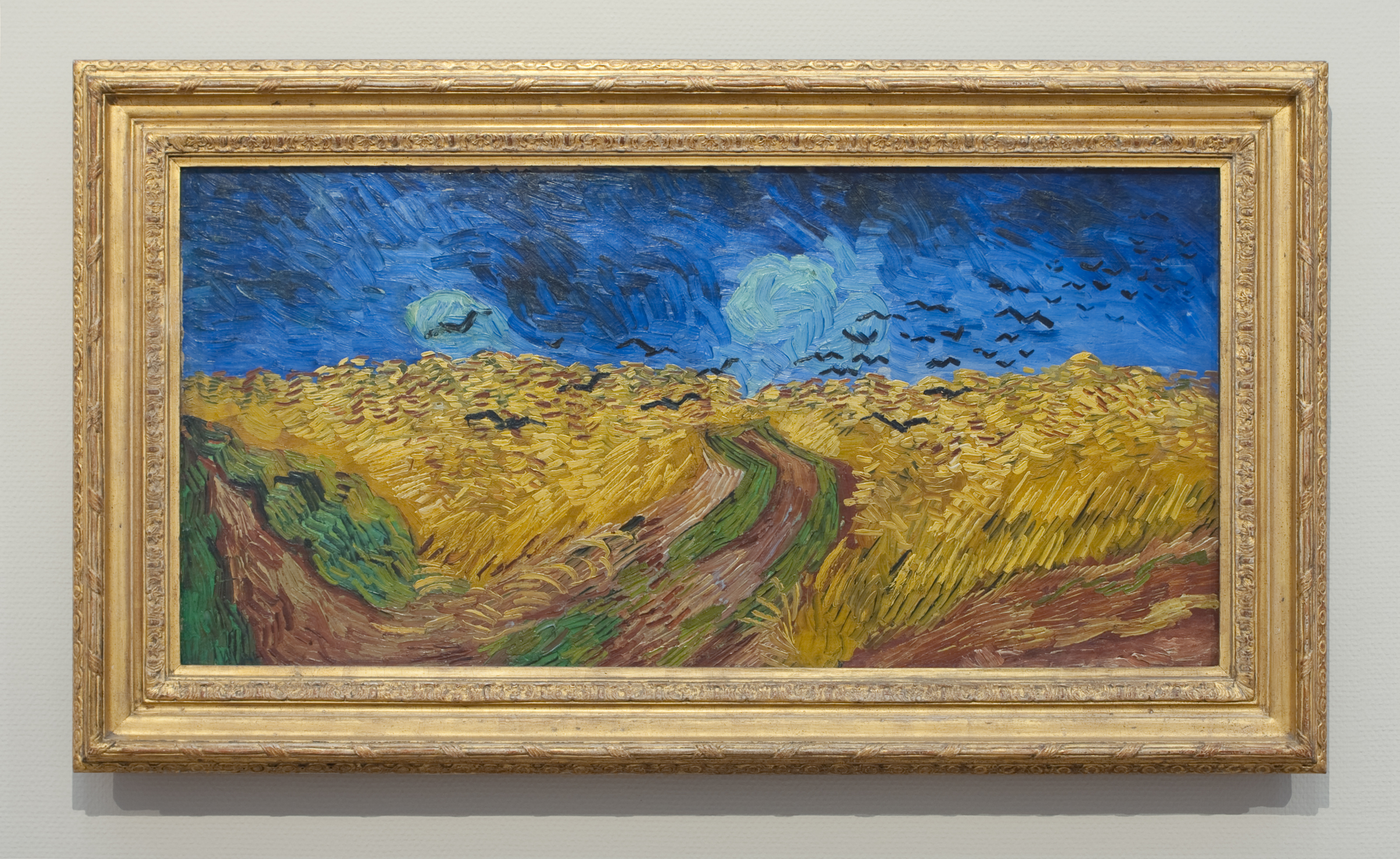
Korenvelden onder dreigende luchten met kraaien (juli 1890)
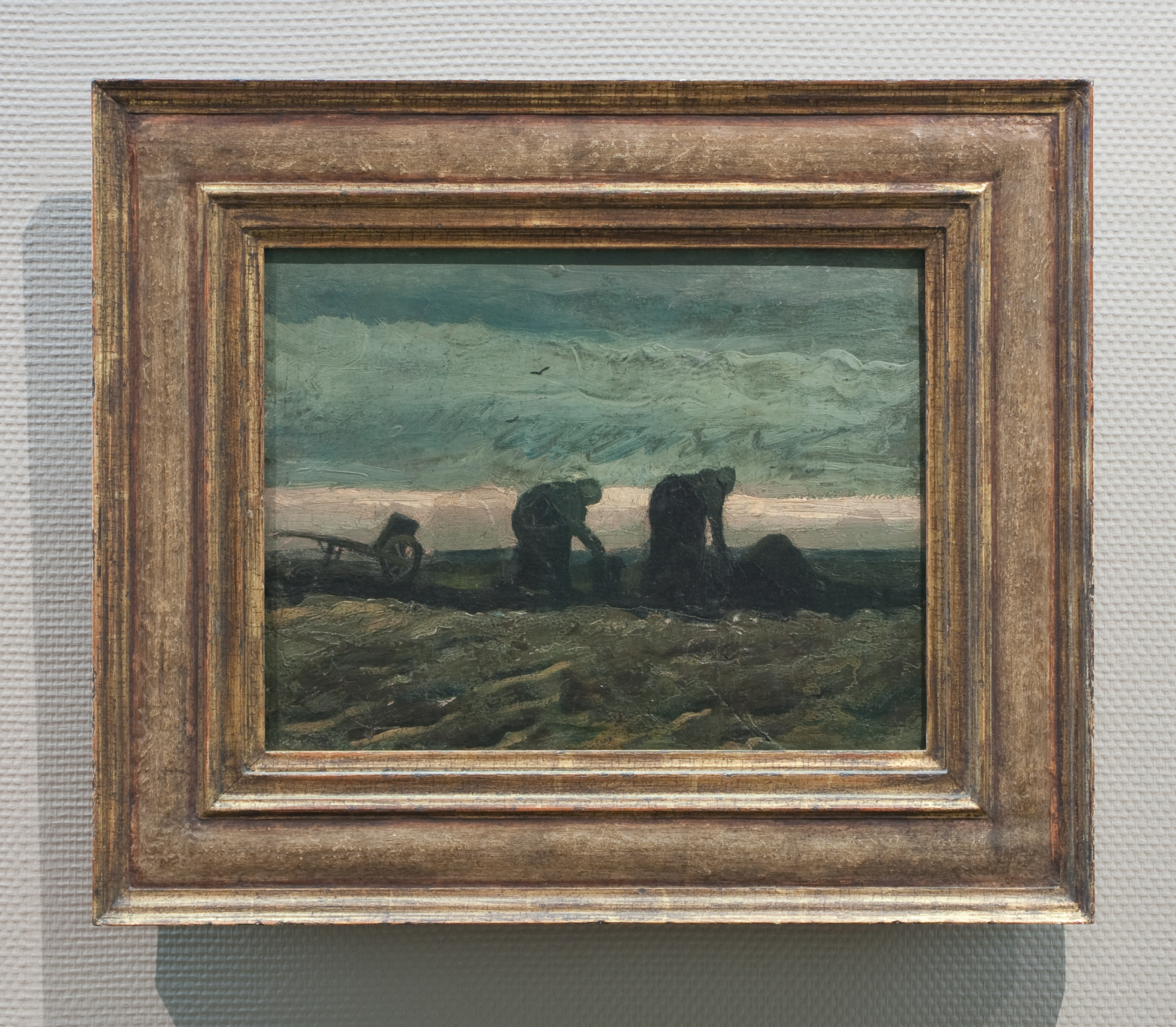
Twee vrouwen in het veen werkend (oktober 1883)
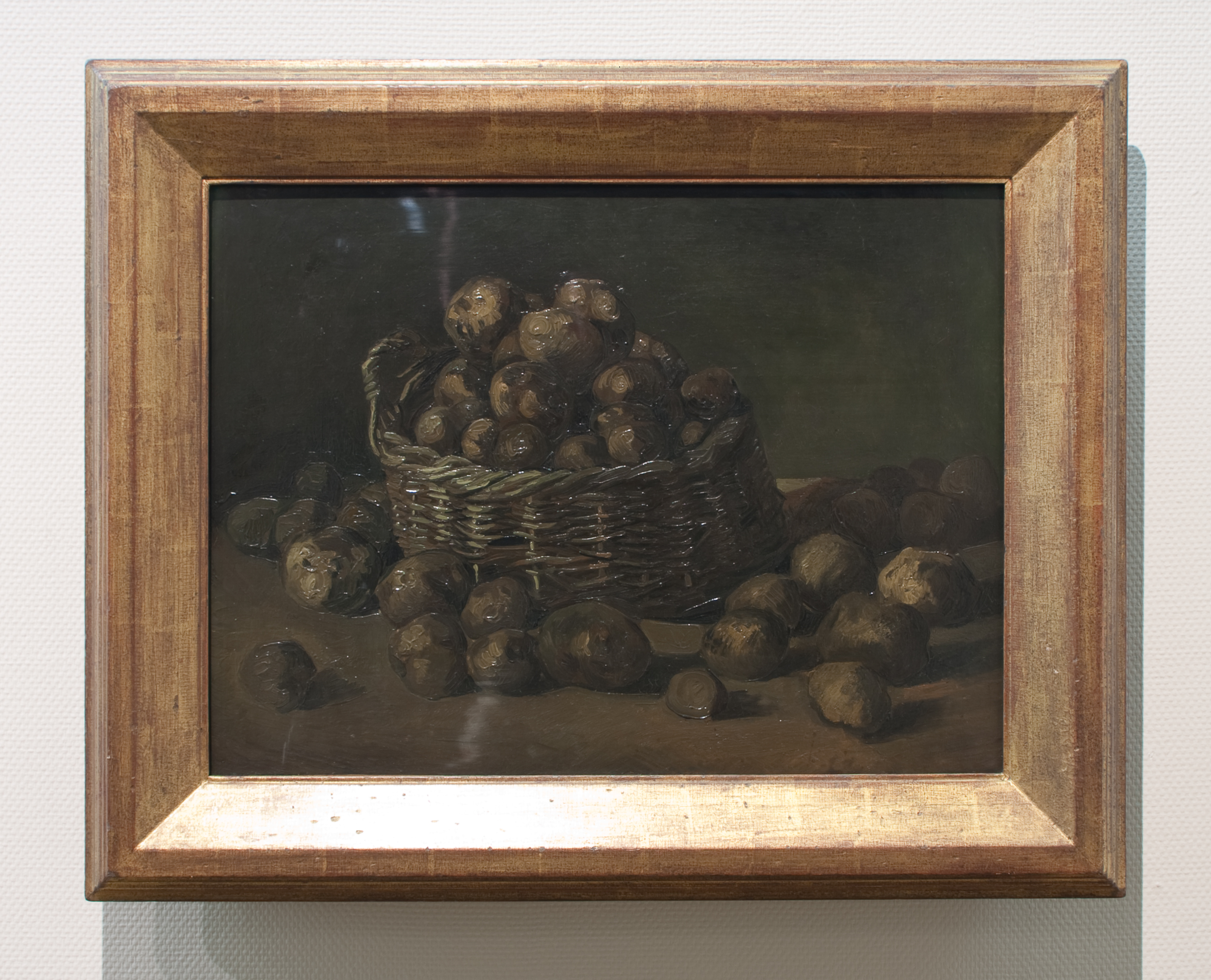
Stilleven met mand aardappelen (september 1885)
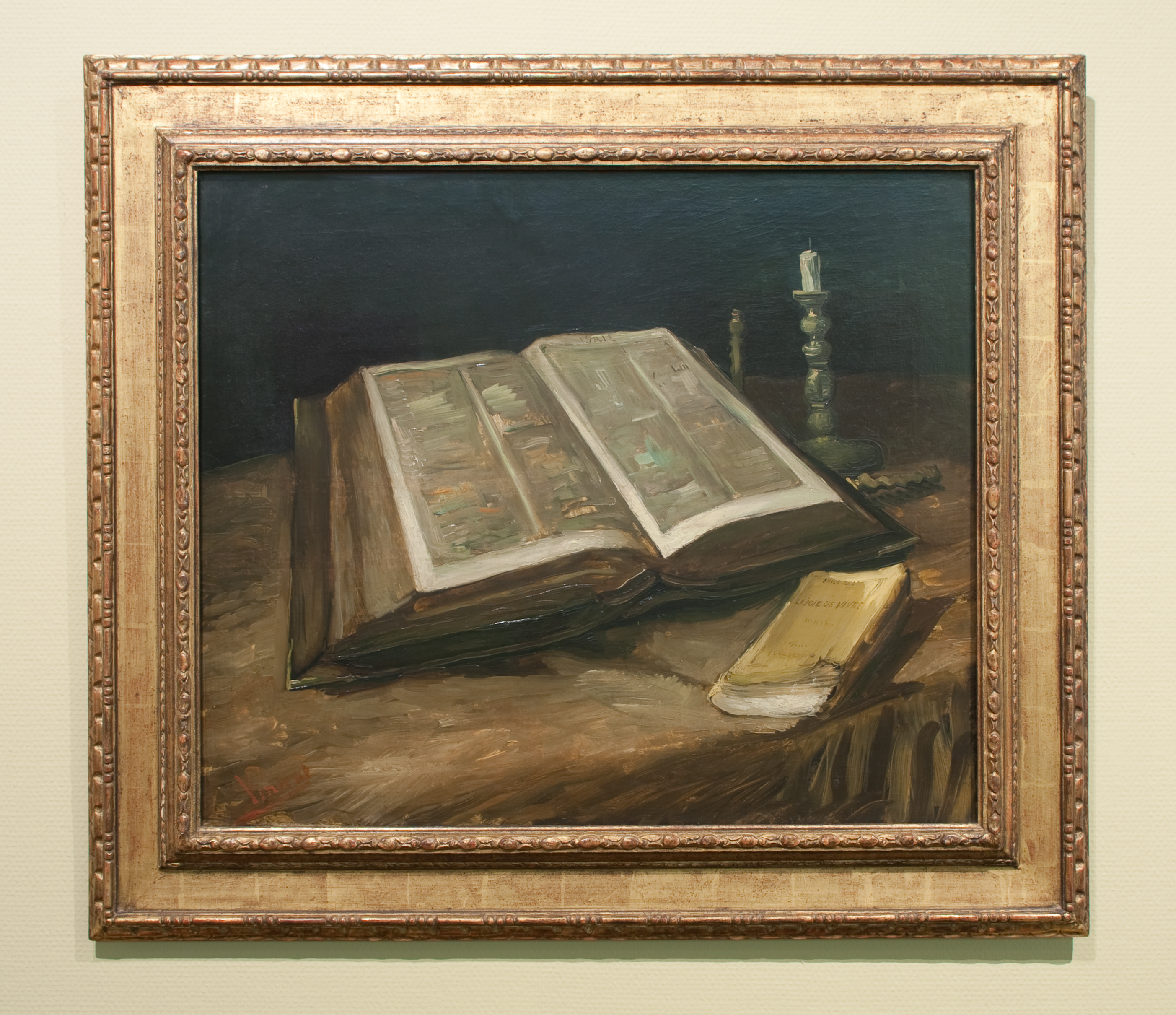
Stilleven met open bijbel, kandelaar en roman (oktober 1885)
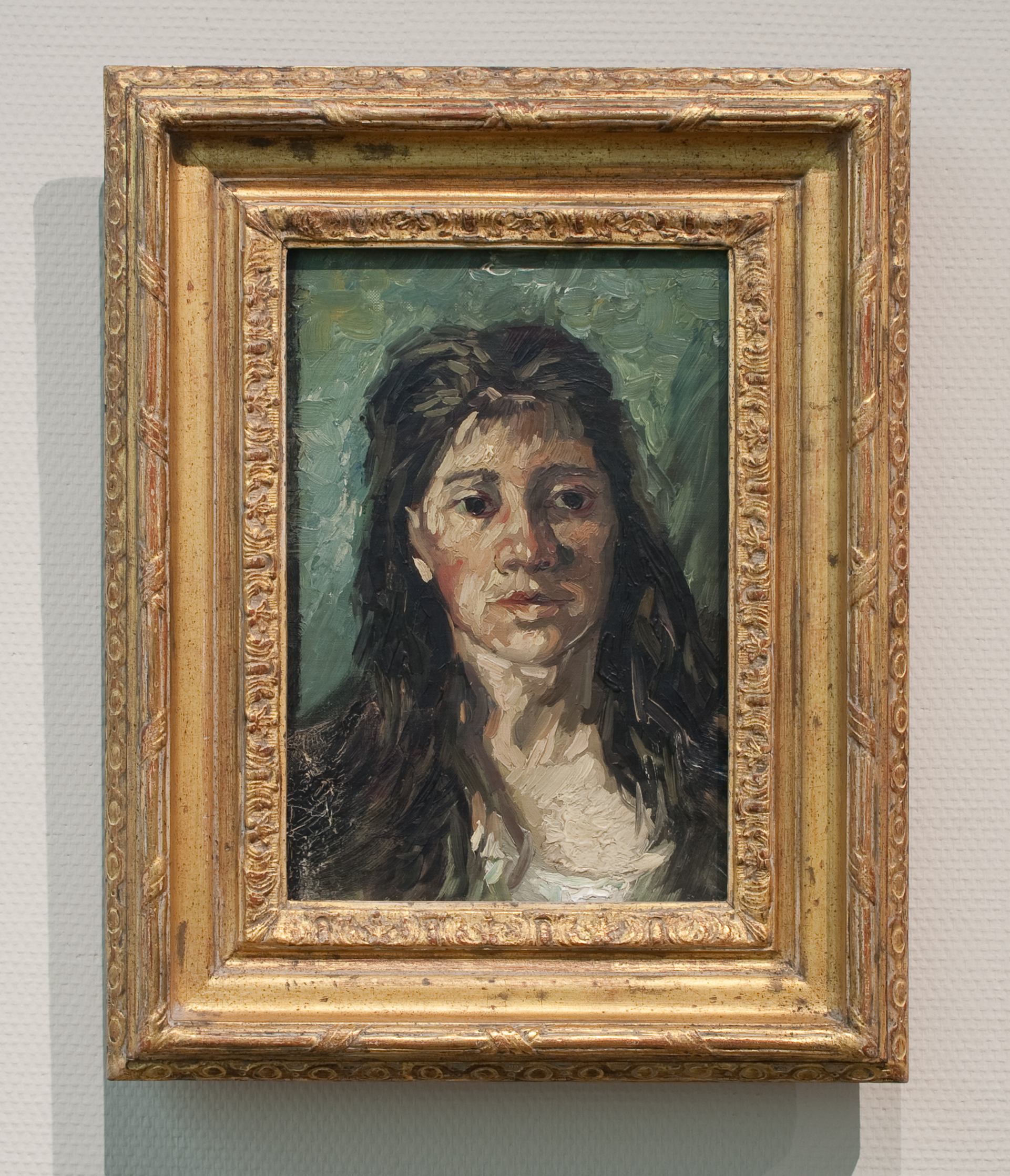
Vrouw met loshangend haar (november 1885)
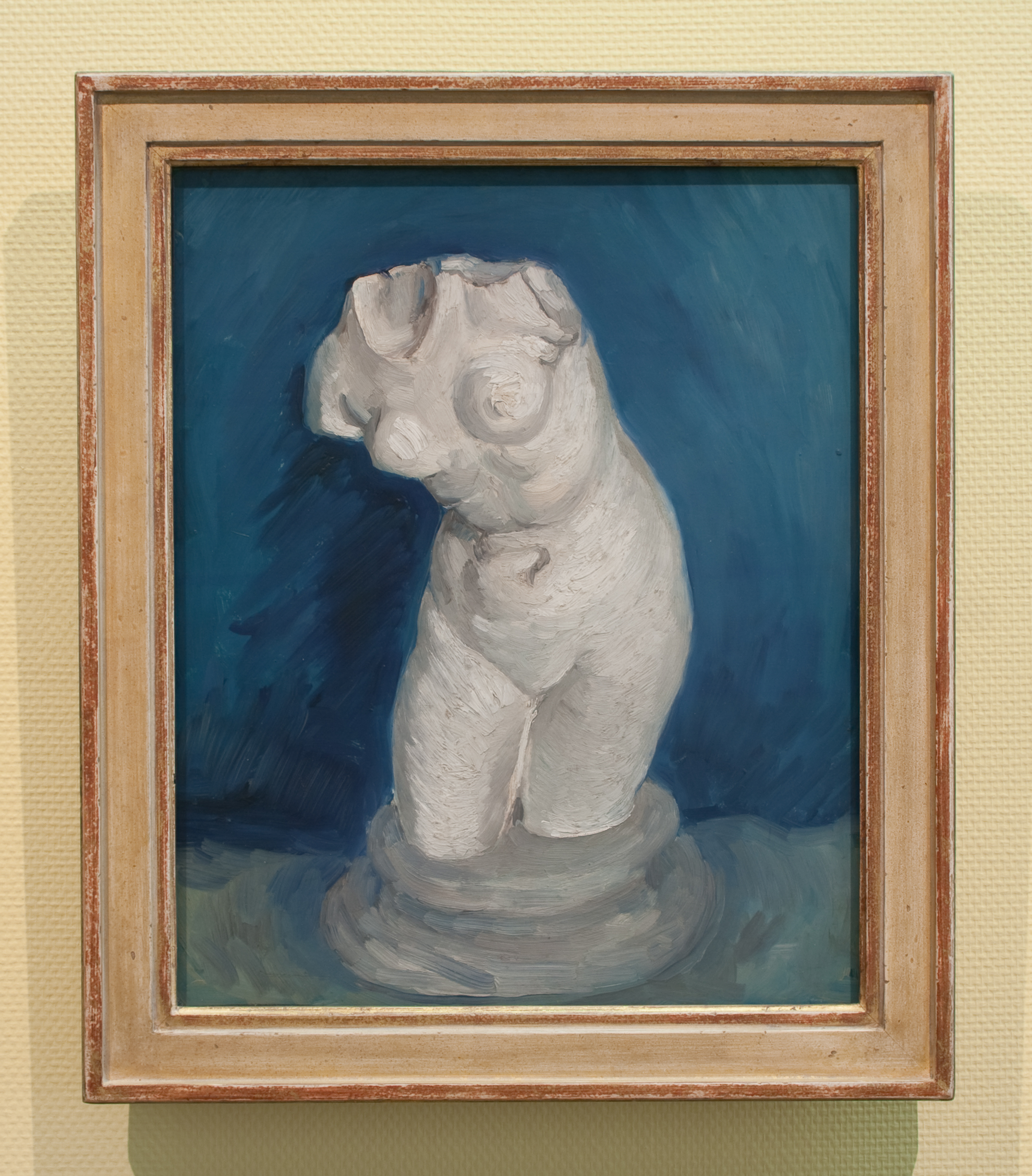
Gipstorso (april-juni 1886)
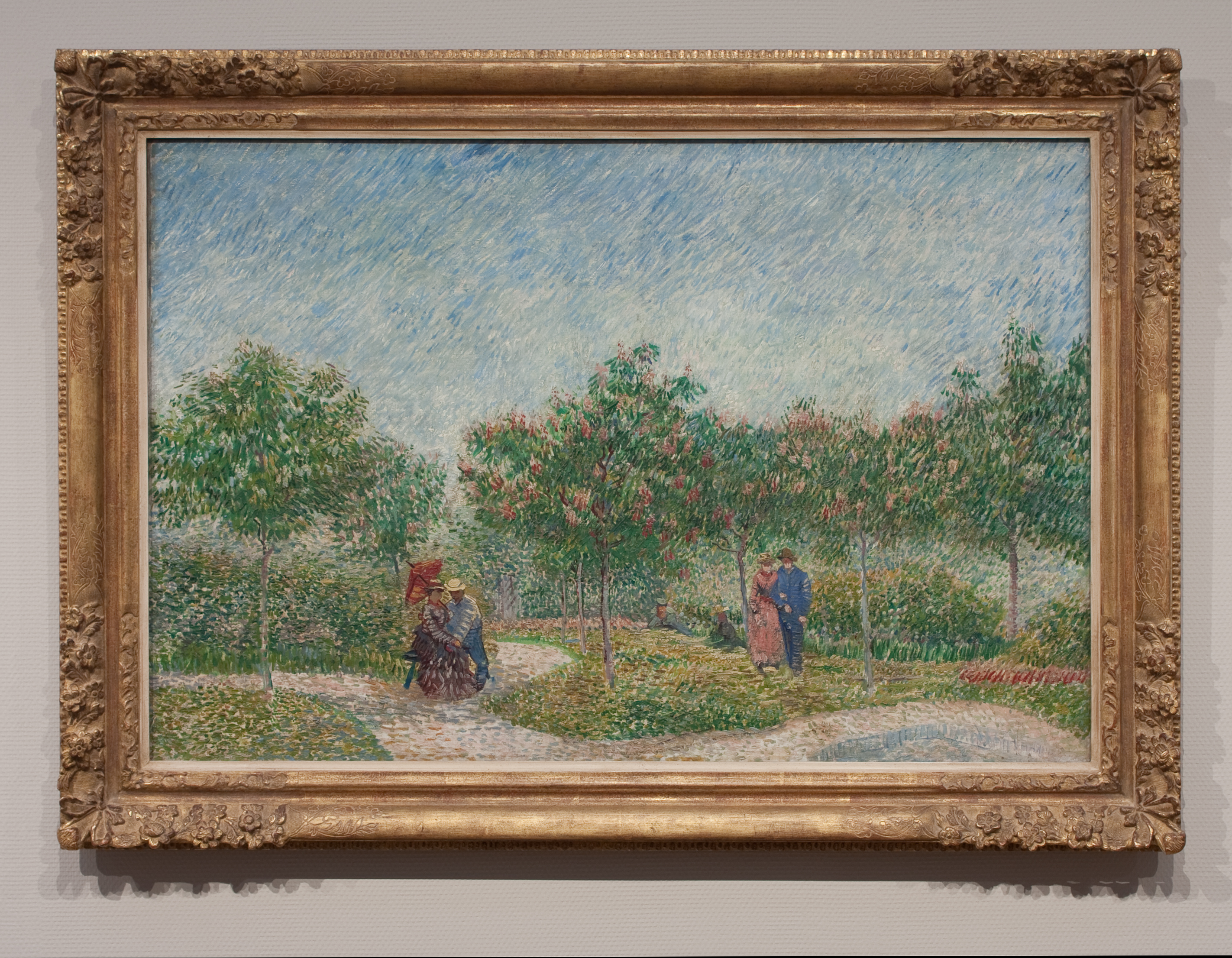
Wandelaars in een park in Asnières (april-juni 1887)
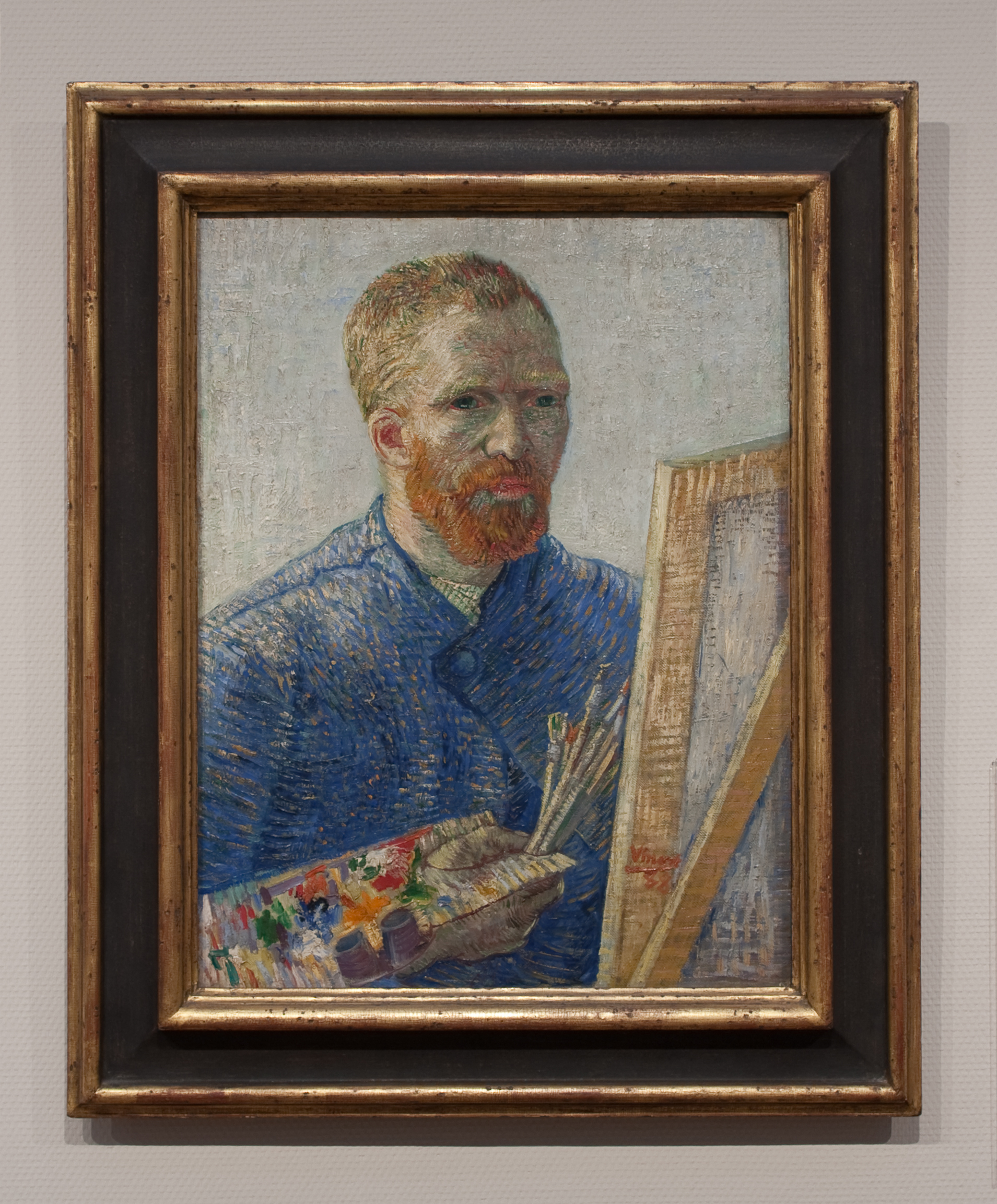
Zelfportret voor de ezel (begin 1888)
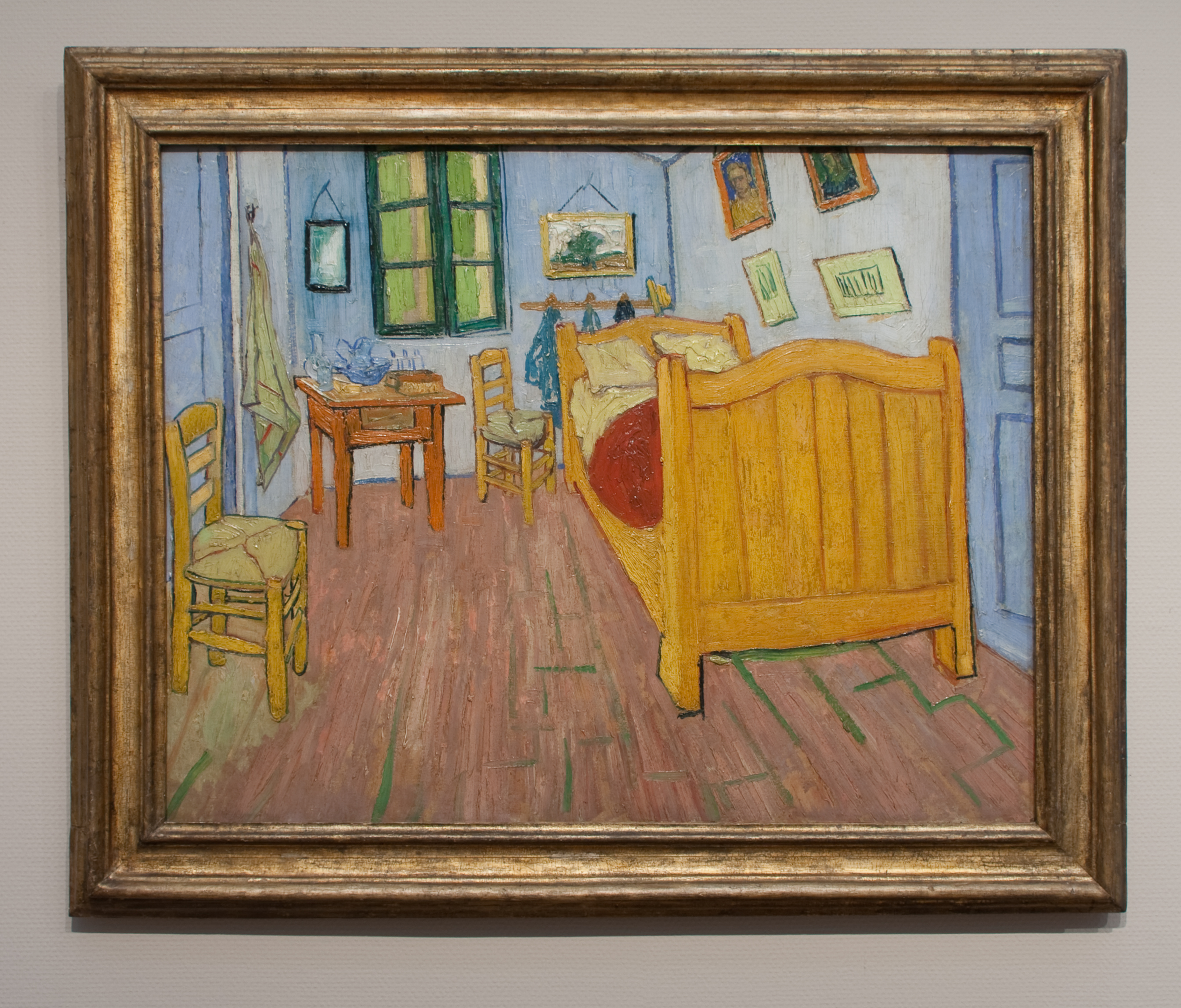
Vincents slaapkamer (oktober 1888)
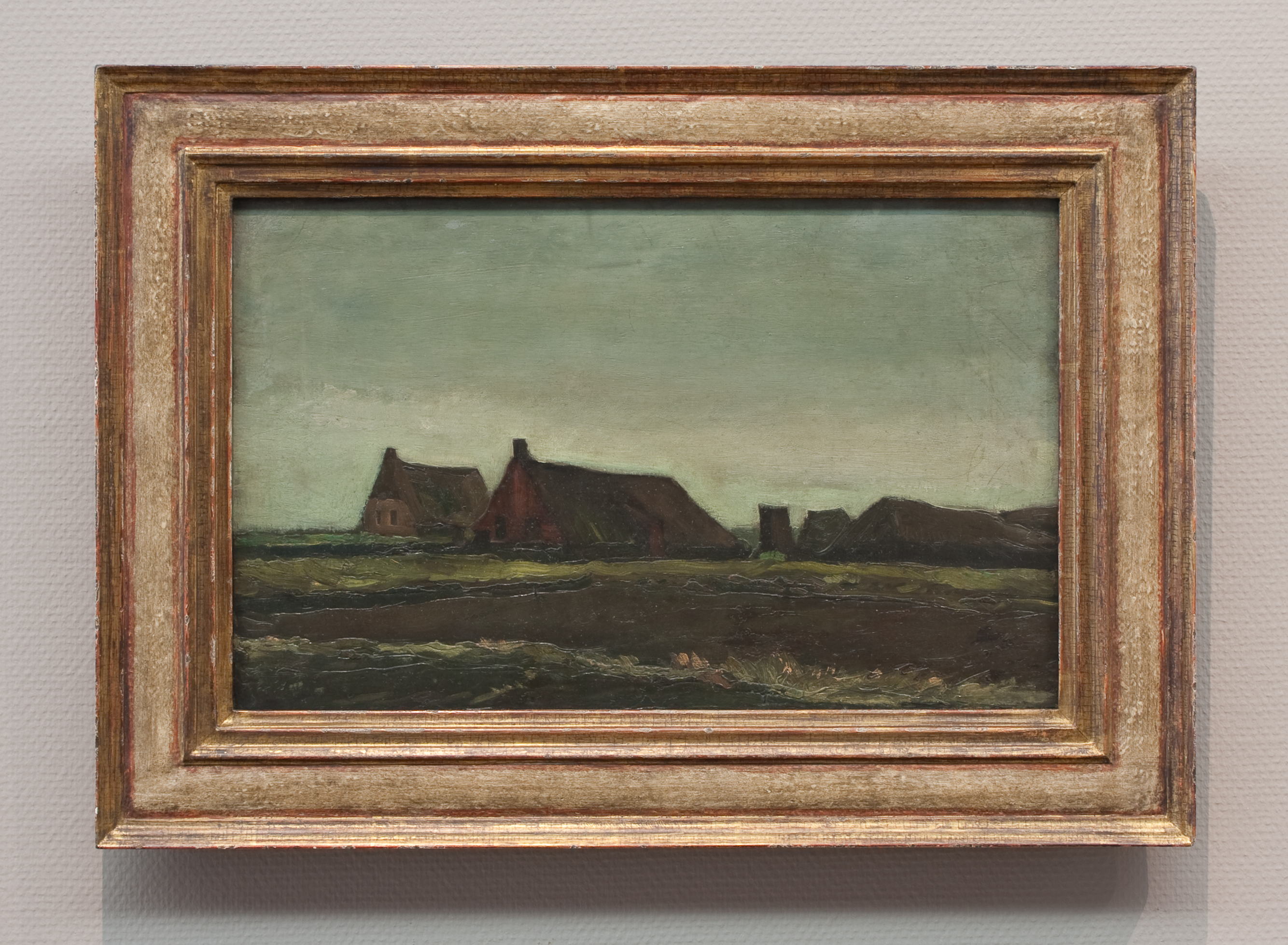
Hutten (september 1883)